# 铁人70.3
铁人70.3，也称半程铁人三项，是一系列的长距离铁人三项赛事，由世界铁人公司 (WTC)主辦。 "70.3"是指比赛的总距离70.3英里（113公里），包含1.2英里（1.9）游泳，56英里（90）自行车，和13.1英里（21.1）跑步。游泳、自行车、跑步的距离为铁人三项赛程的的一半。铁人70.3每年举办世界锦标赛，选手在12个月内参加过70.3系列赛事，将有资格参加冠军锦标赛。除了世界锦标赛，铁人70.3锦标赛还在欧洲、亚洲-太平洋和拉丁美洲地区举办。

## 铁人70.3历史
第一届半程铁人三项赛是英国铁人三项赛，于2001年举行。 然而，在2005年70.3系列启动之前，比赛一直以半程铁人之名被大家所熟知，后采用的铁人70.3的商标。 最早的半程铁人三项赛是超级蛙铁人三项，但不是世界铁人公司举办的，它开始于1979年。
铁人70.3系列自成立以来，经过发展，数量已经有了显著增长。 自从第一届铁人70.3锦标赛在2006年举行，在七年时间里赛事从14个到超过60个。 在 2016年 世界各地举办了89个赛事，2011年 和 2012年简赛事井喷增长，从38个增至57个。
中国铁人70.3 的赛事从2016年开始，2016年成功举办的合肥和厦门两站IRONMAN 70.3比赛吸引了很多国际和国内铁三爱好者前来参与。2017年中国有5站铁人70.3赛事。2018年4月14日，IRONMAN70.3柳州站完赛。奥运铁三双冠王艾利斯特·布朗利（Alistair Brownlee）夺得男子职业组冠军，女子职业组冠军为波兰的阿格涅丝卡·贾思奇。2018重庆站赛事将于9月23日举行。